# Гімнастика на літніх Олімпійських іграх 1936
Змагання з гімнастики на літніх Олімпійських іграх 1936 в Берліні відбулися в Театрі просто неба Дітріха Екарта. Розіграно 9 комплектів нагород у спортивній гімнастиці (8 серед чоловіків і 1 серед жінок).

## Таблиця медалей
| Місце               | Країна               | Золото | Срібло | Бронза | Загалом |
| ------------------- | -------------------- | ------ | ------ | ------ | ------- |
| 1                   | Німеччина (GER)      | 6      | 1      | 6      | 13      |
| 2                   | Швейцарія (SUI)      | 1      | 6      | 2      | 9       |
| 3                   | Чехословаччина (TCH) | 1      | 1      | 0      | 2       |
| 4                   | Фінляндія (FIN)      | 1      | 0      | 1      | 2       |
| 5                   | Югославія (YUG)      | 0      | 1      | 0      | 1       |
| 6                   | Угорщина (HUN)       | 0      | 0      | 1      | 1       |
| Загалом (6 збірних) | Загалом (6 збірних)  | 9      | 9      | 10     | 28      |

### Чоловіки
| Дисципліни         | Золото | Срібло | Бронза |
| ------------------ | --- | --- | --- |
| Абсолютна першість | Альфред Шварцманн (GER) | Ежен Мак (SUI) | Конрад Фрей (GER) |
| Командна першість  | Німеччина (GER) Франц Бекерт Конрад Фрей Альфред Шварцманн Віллі Штадель Інно Штанґль Вальтер Штеффенс Маттіас Вольц Ернст Вінтер | Швейцарія (SUI) Вальтер Бах Альберт Бахманн Вальтер Бек Ежен Мак Жорж Міз Міхаель Рейш Едуард Штайнеманн Йозеф Вальтер | Фінляндія (FIN) Маурі Нюберґ-Норома Вейкко Пакарінен Алексантері Саарвала Гейккі Саволайнен Еса Сеесте Ейнарі Терясвірта Ейно Тукіайнен Мартті Уосіккінен |
| Вільні вправи      | Жорж Міз (SUI) | Йозеф Вальтер (SUI) | Конрад Фрей (GER) Ежен Мак (SUI) |
| Перекладина        | Алексантері Саарвала (FIN) | Конрад Фрей (GER) | Альфред Шварцманн (GER) |
| Паралельні бруси   | Конрад Фрей (GER) | Міхаель Рейш (SUI) | Альфред Шварцманн (GER) |
| Кінь               | Конрад Фрей (GER) | Ежен Мак (SUI) | Альберт Бахманн (SUI) |
| Кільця             | Алоїс Гудець (TCH) | Леон Штукель (YUG) | Маттіас Вольц (GER) |
| Опорний стрибок    | Альфред Шварцманн (GER) | Ежен Мак (SUI) | Маттіас Вольц (GER) |

### Жінки
| Дисципліни        | Золото | Срібло | Бронза |
| ----------------- | --- | --- | --- |
| Командна першість | Німеччина (GER) Аніта Бервірт Ерна Бюрґер Ізольде Фреліан Фрідль Ібі Труді Маєр Паула Пельзен Юліє Шмітт Кете Зонеманн | Чехословаччина (TCH) Ярослава Баєрова Власта Деканова Божена Добешова Власта Фолтова Ганна Гребринова Матільда Палфіова Зденка Верміровська Марія Ветровська | Угорщина (HUN) Маргіт Чиллик Маргіт Калочаї Ілона Мадарі Габріелла Месарош Маргіт Надь Ольга Тереш Юдіт Тот Естер Воїт |